# Armascirus albiziae
Armascirus albiziae är en spindeldjursart som beskrevs av Den Heyer 1978. Armascirus albiziae ingår i släktet Armascirus och familjen Cunaxidae. Inga underarter finns listade i Catalogue of Life.